# يانغ شواي
يانغ شواي (بالصينية: 杨帅) هو لاعب كرة قدم صيني في مركز الدفاع، ولد في 28 يناير 1997 في شوزهو في الصين. لعب مع نادي تشونغتشينغ ليانغجيانغ.

## وصلات خارجية
- يانغ شواي على موقع قاعدة بيانات كرة القدم.إي يو (الإنجليزية)
- يانغ شواي على موقع Soccerway.com (الإنجليزية)